# (3870) Mayré
(3870) Mayré – planetoida z pasa głównego asteroid okrążająca Słońce w ciągu 4 lat i 91 dni w średniej odległości 2,62 j.a. Została odkryta 13 lutego 1988 roku w Obserwatorium La Silla przez  Erica Elsta. Nazwa planetoidy pochodzi od najmłodszej córki odkrywcy. Przed jej nadaniem planetoida nosiła oznaczenie tymczasowe (3870) 1988 CG3.